# Untitled núm. 91
Untitled núm. 91 és una fotografia realitzada al 1981 per la fotògrafa i directora de cinema Cindy Sherman, que pertany a la sèrie fotogràfica Centerfolds.
L'obra pertany al moviment d'art contemporani on s'utilitzen recursos com la repetició, recurs que s'utilitza en aquesta. Concretament, la fotografia pertany a una sèrie de fotografies que es realitzen des de diferents punts de vista per a donar un procés narratiu i una intencionalitat concreta.
A la sèrie fotogràfica a la qual pertany aquesta obra, l'artista es representa a si mateixa amb un paper que imita e inventa com seria la dècada dels 90. El recurs utilitzat per a la mirada, no dona una interpretació eròtica a pesar de la composició i l'enquadrament de la fotografia (molt utilitzada per l'artista), sinó que recorda a un fotograma de cinema on la mirada directa a la càmera sol ser innecessària en la major part del temps. Una de les característiques més destacables de l'artista és que interpreta diversos rols per a transformar-se i obtenir l'estètica que vol representar, i sol interpretar escenes típiques del cinema, sobretot les imatges icòniques de cada època com per exemple la dècada dels 40 i la dècada dels 50. En la mateixa obra tractada es mostra el resultat d'un treball de fotografia, maquillatge, perruqueria, model i estilista realitzat completament per ella. Sherman sovint representa personatges femenins on critica els resultats d'una societat masclista usant recursos com la representació de prostitutes, ballarines, ames de casa, dones amb drogodependència, etc.
A partir de la publicació de la sèrie Centerfolds, a la qual pertany Untitled núm. 91, l'artista va començar a guanyar un alt reconeixement progressiu en el món de l'art i més concretament en l'estil contemporani, on es va convertir en una figura de pes.

## Descripció de l'obra
La fotografia mostra l'artista estirada de cara amunt. Porta una perruca castanya i fixa la mirada en un punt extern a l'enquadrament on l'observador intueix l'existència d'una possible finestra en l'espai representat. Els braços queden recolzats i les cames flexionades d'una manera relaxada mostrant un posat còmode. Va vestida amb una brusa blanca i una faldilla negra.
L'espai de l'escena és obscur, amb un sol de fusta i una tovallola que queda al costat de la protagonista. La fotografia presenta un espai amb contrastos on un raig de llum il·lumina la cara de la protagonista donant-li importància a la mirada d'aquesta. La intencionalitat d'aquest recurs és crear un punt d'importància en la mirada basada en l'escena típica del cinema. El pla de la imatge es tracta d'un pla zenital, o picat complet.